# Zita Urbán
Zita Urbán (* 22. April 2002) ist eine ungarische Mittelstrecken- und Hindernisläuferin.

## Sportliche Laufbahn
Erste internationale Erfahrungen sammelte Zita Urbán beim Europäischen Olympischen Jugendfestival (EYOF) 2017 in Győr, bei dem sie mit 4:51,56 min auf den zwölften Platz im 1500-Meter-Lauf gelangte. Im Jahr darauf belegte sie bei den U18-Europameisterschaften ebendort in 6:50,41 min den achten Platz über 2000 m Hindernis und anschließend wurde sie bei den Olympischen Jugendspielen in Buenos Aires auf Rang zehn. 2021 belegte sie bei den U20-Europameisterschaften in Tallinn in 4:22,58 min den siebten Platz über 1500 Meter, ehe sie bei den U20-Weltmeisterschaften in Nairobi mit 2:08,46 min im Halbfinale über 800 Meter ausschied und über 1500 Meter mit 4:35,51 min auf den zwölften Platz gelangte. Im Dezember wurde sie dann bei den Crosslauf-Europameisterschaften in Dublin nach 14:49 min 72. im U20-Rennen. Bei den Crosslauf-Europameisterschaften 2022 in Turin belegte sie in 17:44 min den sechsten Platz in der Mixed-Staffel und im Jahr darauf kam sie bei der 2. Liga der Team-Europameisterschaft im Rahmen der Europaspiele in Chorzów im Hindernislauf nicht ins Ziel. 2024 verpasste sie bei den Europameisterschaften in Rom mit 10:14,39 min den Finaleinzug über 3000 m Hindernis und im Jahr darauf wurde sie bei der 1. Liga der Team-Europameisterschaft in Madrid in 10:03,84 min Zehnte. Anschließend belegte sie bei den World University Games in Bochum in 9:44,62 min den sechsten Platz.
In den Jahren 2024 und 2025 wurde Urbán ungarische Meisterin im 3000-Meter-Hindernislauf und 2023 wurde sie Hallenmeisterin über 1500 Meter.

## Persönliche Bestleistungen
- 1500 Meter: 4:17,33 min, 17. September 2022 in Debrecen
  - 1500 Meter (Halle): 4:20,99 min, 11. Februar 2024 in Budapest
  - 3000 Meter (Halle): 9:14,64 min, 23. Februar 2025 in Nyíregyháza
- 3000 m Hindernis: 9:44,62 min, 27. Juli 2025 in Bochum